# Lavinia Edwards
 (juin 2020).
Lavinia Edwards est une femme transgenre morte de la tuberculose le 11 janvier 1833 à Londres, à l'âge présumé de 24 ans. Elle aurait assumé pendant au moins dix ans une identité de genre féminine.  La découverte, après sa mort, qu'elle était née de sexe masculin entraîne la mise sur pied d'une commission d'enquête à la demande du secrétaire d’État aux affaires intérieures, Lord Malborough.

## Passé
Rien n'est connu de façon certaine sur son passé.  Dans un courrier, elle dit être la fille d'un lieutenant colonel de la East India Company puis avoir été placée chez un oncle à Paris jusqu'en 1823, après quoi elle aurait commencé sa carrière d'actrice à Norwich en tenant le rôle d'Isabelle dans The fatal marriage.  Elle se présente également à son entourage comme ayant été actrice jouant sous le nom de Miss Walstein, introduite à la scène par l'acteur français François-Joseph Talma et tenant sa dernière représentation à Tewkesbury. La chronologie de ces évènements, toutefois, n'est pas cohérente. D'autres affirment que son père était armurier et qu'elle était originaire de Dublin où elle apparaissait tantôt en homme et tantôt en femme.   
À partir de 1823, elle vit avec Mary Edwards, une adolescente âgée de 17 ans, originaire de Dublin, qui se présente comme sa sœur, prétend avoir toujours connu Lavinia Edwards sous une identité de femme et reste avec elle jusqu'à sa mort. Elle affirme « J'ai toujours pensé qu'elle était femme, je n'ai jamais su le contraire ». Ces dires sont confirmés par Mary Mortimer, une autre connaissance d'Edwards qui déclare : « Elle paraissait toujours comme une lady […]  J'ai dormi de façon répétée avec la personne décédée et je n'ai jamais supposé un instant qu'elle était un homme ». 
En 1830, elle réside six mois à Leatherhead où elle entretient une liaison avec Thomas Grimstead (en), un joueur de cricket, résidant de la même ville mais la relation est interrompue par le père de Grimstead.   Les deux femmes emménagent ensuite à Londres où elles résident trois ans. Lavinia Edwards est entretenue par un certain Smith, qui demande à plusieurs reprises à un médecin, le docteur Clutterbuck, de l'examiner. En ces multiples occasions, et lors d'une nouvelle consultation dans les semaines qui précèdent sa mort, le praticien ne remarque pas que sa patiente n'est pas une femme cisgenre. 
Pendant les trois années où elle vit à Londres, Lavinia Edwards fréquente le quartier où se situe le théâtre Old Vic. Elle entre dans des tavernes et y déclame des vers de William Shakespeare ou d'autres auteurs dramatiques en échange d'un verre de gin..   
Elle meurt de tuberculose le 11 janvier 1833 à 3 heures du matin. Il se passe ensuite plusieurs heures avant qu'on découvre qu'elle est de sexe masculin.

## Autopsie
C'est le docteur Alfred Swaine Taylor qui pratique l'autopsie du cadavre de Lavinia Edwards, il en fera le compte rendu à plusieurs reprises par la suite : « Les traits avaient un aspect assez féminin ; les cheveux étaient longs avec une raie au milieu ; la barbe avait été précautionneusement épilée et le reste de celle-ci, sous le menton, était dissimulé par un type de robe particulier. On avait remarqué pendant sa vie que sa voix était éraillée.  La poitrine était celle d’un homme et les organes masculins étaient parfaitement développés. Ils avaient de toute évidence été soumis à une forte traction et semblaient avoir été tirés vers l’avant et attachés à la partie inférieure de l’abdomen. »  L'autopsie relève en outre des symptômes de la cirrhose du foie et de maladie vénérienne, la mort ayant été causé par une maladie des poumons.

## Commission d'enquête
La commission d'enquête se tient les 23 et 24 janvier 1833. Plusieurs témoins sont entendus dont Mary Edwards, Mary Mortimer, le Docteur Clutterbuck (médecin traitant de Lavinia Edwards) et le docteur Alfred Swaine Taylor. Le 24, les troubles causés par l'afflux de personnes — principalement des étudiants en médecine — sont tels qu'on fait appel à la police pour maintenir l'ordre. Plus tard, on tente également sans succès de faire évacuer la salle, la foule étant trop nombreuse. Durant l'enquête, on fait fréquemment référence à Lavinia Edwards par son identité de genre. Au terme de l'enquête, les jurés recommandent que les autorités compétentes disposent du corps de Lavinia Edwards d'une façon qui « marque l'ignominie de son crime  ». 

## Suites
En mars 1833, Marie Edwards, enceinte lors de l'enquête, accouche d'une fille dont on soupçonne Lavinia Edwards d'être le géniteur. La jeune femme nie le fait et, en juin 1833, elle intente une action en justice pour faire reconnaître l'enfant par George Treherne, un fabricant de harnais. 
Des articles de presse sur l'investigation du cas de Lavinia Edwards, qualifié d'« extraordinaire », sont largement diffusés au Royaume-Uni dans les médias grand public, et dans des revues médicales à travers l'Europe. Par la suite, au XIXe siècle, son exemple est repris à travers l'Europe par de nombreux scientifiques dans des ouvrages où ils abordent des thématiques liées à l'homosexualité.[réf. nécessaire]
Progressivement, une confusion s'installe entre la vie d'Eliza Walstein, une actrice du début du XIXe siècle, et celle de Lavinia Edwards.[réf. nécessaire]